# Ischyra flaviceps
Ischyra flaviceps är en insektsart som beskrevs av Brunner von Wattenwyl 1878. Ischyra flaviceps ingår i släktet Ischyra och familjen vårtbitare. Inga underarter finns listade i Catalogue of Life.